# Relativer Produktivitätsvorteil
Der Begriff relativer Produktivitätsvorteil bezieht sich auf die ökonomischen Transaktionen einer Volkswirtschaft. Die Spezialisierung auf die Herstellung eines Gutes, bei denen das Land eine hohe Produktivität besitzt, wird unter diesem Aspekt berücksichtigt.

## Überblick

### Die Außenhandelstheorie
Definition: Außenhandel ist grenzüberschreitender Waren- und Dienstleistungsverkehr einer Volkswirtschaft, der den Kauf ausländischer Güter und Dienste (Einfuhr, Import) und den Auslandsabsatz inländischer Güter und Dienste (Ausfuhr, Export) umfasst.
Historische Betrachtung
- Der Außenhandel wurde im 17. und 18. Jahrhundert durch den Merkantilismus verhindert, um die Steigerung und Bewahrung des inländischen Wohlstands zu schützen. Die Politik des Merkantilismus bestand darin, dass Exporte erforderlich waren und Importe beschränkt wurden.[2]
- Adam Smith (1723–1790) war nicht mit der Politik einverstanden und entwickelt sich in Widerspruch zu den Strategien des Merkantilismus seine These über die Forderung nach Freihandel (An Inquiry into the Nature And Cause of the Wealth of Nations – 1776). Der von Smith erklärte Vorteil des Außenhandels war trotzdem in ökonomischer Hinsicht nicht bedeutungsvoll.
- Im 19. Jahrhundert erweiterte David Ricardo (1772–1823) seine Theorie über den Außenhandel durch komparativen Kostenvorteil. Er veröffentlichte im 1817 seinen Werk (Principles of Political Economy and Taxation) und entwickelte das Ricardo-Modell, was heutzutage die Rolle von den klassischen Maßnahmen des Außenhandels spielt.

Wirtschaftliche Betrachtung:
Betrachtet wird Außenhandel unter zwei Perspektiven:
- Aus Sicht der nationalen Wirtschaft: Transaktionen zwischen einem Land und einem anderen Land, einer Ländergruppe oder den Rest der Welt
- Aus Sicht der Globalisierung: Transaktionen zwischen bestimmten Ländergruppen oder zwischen allen Staaten.[3]

Im Zentrum des Außenhandels steht der internationale freie Güteraustausch (Freihandel) und die dadurch erzielten Handelsgewinne.

### Die Rolle des relativen Produktivitätsvorteils im Außenhandel
Unter bestimmten Produktionsbedingungen spielen im internationalen Handel einer Volkswirtschaft die relativen Faktorausstattungen und unterschiedlichen Faktorproduktivitäten eines Landes eine wichtige Rolle. Durch das wirtschaftliche Modell von Ricardo wird dieser Aspekt deutlich erklärt, indem die Länder ihre Gewinne durch die aus der Nutzung eigener relativen Produktivitätsvorteile entstandenen Opportunitätskosten erzielen. Der Gewinn hängt jedoch nicht vom absoluten Produktivitätsvorteil ab, sondern vom relativen Produktivitätsvorteil.

## Erläuterung der Produktivität

### Produktivität
Produktivität wird durch das Verhältnis zwischen der erzeugten Ausbringungsmenge (Output) und dem dafür eingesetzten Produktionsfaktoren (Input) abgeleitet.
Neben den Erfolgsfaktoren Qualität und Zeit wird Produktivität als eine klassische Erfolgs- und Steuergröße identifiziert. Unter Produktivität lassen sich folgende Varianten unterscheiden:
Faktorproduktivität: ist die Produktivität aller Produktionsfaktoren als Kennzeichen des Verhältnisses von der produzierten Menge und der dafür benötigten Produktionsfaktoren.
Arbeitsproduktivität: ist eine Teilproduktivität, die das Verhältnis der erzeugten Produktionsmenge mit den dafür eingesetzten Arbeitskräften in Formen von Arbeitsstunden oder Mitarbeiterzahl angibt.
Kapitalproduktivität: Diese volkswirtschaftliche Kennzahl stellt dem Bruttoinlandsprodukt den Kapitalstock (Bruttoanlagevermögen ohne Grund und Boden) gegenüber.
Bodenproduktivität ist das Verhältnis des Bodenertrags (beispielsweise Erntemenge) zur hierfür eingesetzten Nutzfläche.
.

### Produktivitätsvorteil

Komparativer Produktivitätsvorteil

Auf Basis des Begriffs Produktivität ist der Begriff Produktivitätsvorteil entstanden. Einer relativen hohen Produktivität einer Volkswirtschaft in der Herstellung irgendeines Gutes entspricht die Tatsache, dass dieses Land über einen Produktivitätsvorteil verfügt. Import und Export werden theoretisch anhand dieses Aspekts durchgeführt.
Relativer Produktivitätsvorteil:
Relativer Produktivitätsvorteil lässt sich mit absolutem Produktivitätsvorteil dann unterscheiden, in dem es besseren Effekt auf Produktionszuwachs hat. Wenn ein Land den absoluten Produktivitätsvorteil bei beiden Gütern besitzt, ist es eine natürliche Tatsache, dass das Land in der internationalen Beziehung effektiver als das andere Land produziert und dadurch mehr gewinnt. Im Gegenteil verdient in diesem Beziehung das Land, welches keinen absoluten Produktivitätsvorteil über ein Gut hat, nichts. Das schlägt die Idee von Außenhandelseffekt ab, weil ein Anreiz zu internationalem Handel nur dann besteht, wenn sich der Produktionszustand eines Landes verbessern lässt. Ab hier wird allerdings betrachtet, ob das Land ohne absoluten Produktivitätsvorteil einen relativen Produktivitätsvorteil besitzt. Die beiden Länder sollen jedoch auf das Gut, für das ein relativer Produktivitätsvorteil besteht, teilweise oder vollständig spezialisieren, und dann exportieren. Der Spezialisierungseffekt spiegelt dann in den Produktionszuwächse bei beiden Gütern wider.
Fraglich ist, ob das Land durch Außenhandel allzeit seine Güterversorgung im Vergleich zu dem Autarkiezustand nicht verschlechtert. Wenn in einem Land die absoluten Produktivitätsvorteile bei beiden Gütern aber keine relative Produktivitätsvorteile zur Verfügung stehen, kann es keine Außenhandelsgewinne aus Sicht der quantitativen Güterversorgung erzielen. In diesem Fall ist deutlich zu sehen, dass die Spezialisierung ohne relativen Produktivitätsvorteil keine internationalen Produktionszuwächse ermöglichen kann.
Die Analyse führt zu der Aussage: Ein Land soll das Gut exportieren, für das ein relativer Produktionsvorteil besteht und importieren, welches über einen relativen Produktivitätsnachteil verfügt.
Festgestellt wird es im Ricardo-Modell, dass Außenhandel bei der vollständigen Spezialisierung auf das Gut mit komparativem Produktivitätsvorteil den internationalen Wirtschaftswohlstand optimieren kann.

## Das Ricardo-Modell
David Ricardo hat im 19. Jahrhundert den Ansatz des absoluten Kostenvorteils von Adam Smith allgemeiner erweitert, in dem es auf den relativen Kostenvorteil, insbesondere den relativen Produktivitätsvorteil zurückgeführt wird. Ricardo-Modell besagt, dass das Land auch ohne den absoluten Kostenvorteil durch den internationalen Handel seinen Wohlstand erhöhen können, solange er auf die Güter spezialisiert und dann exportiert, die über einen relativen Produktivitätsvorteil verfügen. Der Handelsgewinn ist infolge des Modells nicht von dem absoluten Produktivitätsvorteil abhängig, sondern von dem relativen Produktivitätsvorteil.

## Anwendungsbeispiel
Im Folgenden wird der relative Produktivitätsvorteil an einem abstrakten Beispiel von Land A und Land B erklärt.
Für das Beispiel beobachten wir zwei Länder A und B. In diesen zwei Ländern werden mit der gegebenen und gleichen Anzahl von Ressourcen zwei Produkte hergestellt. Arbeit wird in diesem Beispiel als der einzige Faktor betrachtet. Für eine Mengeneinheit (ME) von Gut 1 verwendet Land A 10 Maschinenstunden (MS) und gleichzeitig 8 MS für eine ME von Gut 2. Bei dem gleichen Zustand wird in Land B 5 MS für 1 ME von Gut 1 und 6 MS für 1 ME von Gut 2 benötigt. Die gesamte Ressource beträgt jeweils 12000 MS.
|  |

Von der Tabelle 1 ist zu erkennen, dass Land B über den absoluten Vorteil in den beiden Produkten verfügt und Land A hat im Gegenteil keinen absoluten Vorteil. Weiterhin betrachten wir die relativen Produktivitäten in beiden Gütern, aus dem man anhand der Zahlen gleich begreifen kann, dass Land A über den relativen Produktivitätsvorteil im Gut 2 zugleich das Land B im Gut 1 verfügt.
Das Beispiel lautet in zwei kleinen Zahlenbeispielen: „Ohne Handel“ (vor Spezialisierung) und „Mit Handel“ (nach Spezialisierung) weiter.

### Ohne Handel
Nehmen wir an, dass die beiden Länder seinen Volkswirtschaften ohne den Gütertausch nach außen durchführen. Hier handelt es sich nur um nationalen Handel. Die zwei Länder setzen jeweils für jedes Gut einen halben seines Arbeitsfaktors ein. Die Produktionsverteilung sieht wie folgt aus:
|  |

### Mit Handel
Produktionsveränderung mit Handel beim Tauschverhältnis 1:1
Annahme: Land A verzichtet komplett auf Gut 1 um mehr Gut 2 herzustellen, weil es beim Gut 2 einen relativen Produktivitätsvorteil besitzt. In dieser Spezialisierung hat Land A sowie Land B sein Arbeitsfaktor effektiver verwendet. Beim Verzicht auf 1 ME von Gut 1 spart Land A 2MS, was ¼ ME von Gut 2 entspricht. Analog gilt es für Land B, da beim Verzicht 1 ME von Gut 2 spart es 1 MS, was für die zusätzliche Herstellung von Gut 1 eingesetzt werden kann. Tauschen wird bei dem Verhältnis 1:1 durchgesetzt. Der Freihandelseffekt wird in der Tabelle 3 präsentiert:
|  |

Produktionszustand mit Handel
|  |

Aus der Spezialisierung und dem freien Tausch von zwei Ländern resultiert eine Steigerung der Produktionsmenge von 250 ME des Gutes 2.
Wie man an diesem einfachen Zahlenbeispiel sehen kann, führt internationaler Handel im Modell zu einer weltweiten Wohlstanderhöhung. Ökonomische Probleme gibt es dann, wenn sich beide Länder an der Produktion bzw. Förderung des Produktes des jeweils anderen Landes versuchen.

## Das Heckscher-Ohlin-Modell
In dem Ricardo-Modell bleibt der Einfluss auf den Außenhandelsgewinn von den anderen Faktoren (außer Arbeitsfaktor) unberücksichtigt. Aus diesem Grund wurde das Modell von Heckscher-Ohlin auf Basis des Ricardo-Modells aufgebaut. In diesem Modell wird ein Zwei-Faktor-Modell entwickelt, dabei die unterschiedliche Produktionsmöglichkeit auf unterschiedlichen Faktorausstattungen (Faktorproduktivität) zurückzuführen sind. Anhand dieses Modells spezialisiert ein Land auf das intensivere Gut und dann exportiert, wenn der Produktionsfaktor relativ reichlich vorhanden ist.

## Missverständnis des relativen Produktivitätsvorteils
„Freetrade is beneficial only if your country is strong enough to stand up to foreign competition.“
Problemstellung: Internationaler Freihandel ist nur dann wirtschaftlich sinnvoll, wenn das Inland stark genug ist, gegen das Ausland zu konkurrieren.
In dem internationalen Handel findet das wesentliche Ein-Faktor-Modell von Ricardo zur Anwendung. Der Kerngedanke des Ricardo-Modells liegt an der Ermittlung der Arbeitsproduktivität und Nutzung deren Vorteile, könnte aber zu einem Missverständnis führen. Das Missverständnis liegt dann daran, dass man anhand des Modells auf einen einzigen Faktor berücksichtigt, wobei die Kostensenkung lediglich auf sinkenden Personalkosten basiert. Folglich könnte es zu der Bedenken führen, dass das Land über keine andere Vorteile außer den billigen Arbeitskräften verfügt (z. B. Effizienz der Produktion oder Verbesserung der Maschinenkapazitäten). Man verwechselt dann in diesem Missverständnis den relativen Produktivitätsvorteil mit dem absoluten Produktivitätsvorteil.
Normalerweise ist es zu verstehen, dass die Exportfähigkeit eines Landes lediglich von dem absoluten Vorteil abhängt. Richtig ist es aber nicht. Der absolute Vorteil und der relative Vorteil dürfen nicht miteinander verwechselt werden. Der absolute Produktivitätsvorteil einer Industrie über ein Gut ist für die Gewinne des komparativen Kostenvorteils weder benötigt noch vorausgesetzt. Der Grund dafür wird in dem Ricardo-Modell (Ein-Faktor-Modell) verdeutlicht, dass der absolute Produktivitätsvorteil allein nicht dem komparativen Kostenvorteil beeinflussen kann. Hier kommt der relative Produktivitätsvorteil zur Anwendung und wird darauf hinweisen, dass ein Land in dem internationalen Freihandel auch ohne absoluten Produktivitätsvorteil seinen Gewinn erzielen kann. Der Handelsgewinn ist in der Realität nicht nur von dem absoluten Produktivitätsvorteil abhängig, sondern auch von dem relativen Produktivitätsvorteil.
„The competitive advantage of an industry depends not only on its productivity relative to the foreign industry, but also on the domestic wage rate relative to the foreign wage rate.“

## Relativer Produktivitätsvorteil im Zusammenhang mit komparativem Kostenvorteil

Schaubild: Darstellung der Bestimmungsfaktoren von Preisvorteil

Bei dem Bestehen von den relativen Produktivitätsunterschieden zwischen den Ländern kann sich die globale Güterversorgung durch den internationalen Freihandel vermehren lassen. In dem Modell wird gezeigt, dass die Unterschiede in Produktivität zugleich zu der komparativen Kostenvorteil führen. Der genauere Zusammenhang wird folgend in den Schaubild dargestellt.